# آبین سور
آبین سور (به انگلیسی: Abin Sur) یک شخصیت خیالی ابرقهرمان در کتاب‌های کامیک آمریکایی منتشر شده توسط دی‌سی کامیکس است. شخصیت آبین سور توسط نویسنده جان بروم و طراح گیل کین خلق شده‌است؛ که برای اولین بار در شمارهٔ ۲۲ مجموعه شوکِیس (سپتامبر-اکتبر ۱۹۵۹) حضور پیدا کرد. او فانوس سبز بخش فضایی ۲۸۱۴، و یکی از قوی‌ترین اعضای سپاه فانوس سبز بود و بیشتر به عنوان پیشینیان فانوس سبز هال جردن شناخته شده‌است، که حلقهٔ قدرت آبین سور او را به عنوان جانشینش انتخاب نمود. او در اصل از هنرپیشه روسی، یول برینر الگو برداری شده‌است.
تمورا موریسون نقش شخصیت آبین سور را در فیلم فانوس سبز (۲۰۱۱) ایفا کرده است.